# Rot-Weiß Ahlen
Rot-Weiß Ahlen este un club de fotbal din Ahlen, Germania care evoluează în 2. Bundesliga.

## Lotul sezonului 2010-2011
| Nr. |                           | Poziție | Jucător                   |
| --- | ------------------------- | ------- | ------------------------- |
| 1   | Polonia                   | P       | Raphael Koczor            |
| 2   | Germania                  | F       | Marcel Busch              |
| 4   | Republica Democrată Congo | F       | Ebewa-Yam Mimbala         |
| 5   | Germania                  | F       | Daniel Flottmann          |
| 7   | Polonia                   | M       | Marcus Piossek            |
| 9   | Germania                  | A       | Christian Knappmann       |
| 10  | Germania                  | M       | Nils-Ole Book             |
| 11  | Iran                      | M       | Sebastian Ghasemi-Nobakht |
| 12  | Turcia                    | A       | Bahattin Köse             |
| 13  | Germania                  | F       | Philipp Stiller           |

| Nr. |          | Poziție | Jucător         |
| --- | -------- | ------- | --------------- |
| 14  | Germania | F       | Janis Kraus     |
| 15  | Polonia  | M       | David Blacha    |
| 18  | Germania | A       | Sebastian Hille |
| 21  | Germania | P       | Dirk Langerbein |
| 22  | Turcia   | A       | Cihan Özkara    |
| 23  | Germania | M       | Kevin Wölk      |
| 26  | Croația  | A       | Luka Tankulić   |
| 31  | Germania | M       | Björn Kluft     |
| 34  | Ghana    | M       | Mohammed Lartey |